# Liga de Rugby de Chile 2013
La Liga de Rugby de Chile de 2013 fue la cuarta edición del torneo de rugby de Chile.

## Sistema de disputa
Cada equipo disputó encuentros frente a cada uno de sus rivales en condición de local y de visitante, totalizando 8 partidos cada uno, el equipo que al finalizar el torneo se ubicó en la primera posición, se coronó como campeón de este.
Puntuación
Para ordenar a los equipos en la tabla de posiciones se los puntuará según los resultados obtenidos.
- 3 puntos por victoria.
- 2 puntos por empate.
- 0 puntos por derrota.
- 1 punto bonus por ganar haciendo 3 o más tries que el rival.
- 1 punto bonus por perder por siete o menos puntos de diferencia.

## Tabla de posiciones
| Pos. | Equipo              | Encuentros | Encuentros | Encuentros | Encuentros | Tantos | Tantos | Tantos | PB | PB | Puntos |
| Pos. | Equipo              | PJ         | PG         | PE         | PP         | F      | C      | Dif    | BO | BD | Puntos |
| ---- | ------------------- | ---------- | ---------- | ---------- | ---------- | ------ | ------ | ------ | -- | -- | ------ |
| 1.º  | Old John's          | 8          | 7          | 0          | 1          | 231    | 100    | +131   | 5  | 0  | 26     |
| 2.º  | Los Troncos         | 7          | 5          | 0          | 2          | 144    | 129    | +15    | 3  | 1  | 19     |
| 3.º  | Old Macks           | 8          | 4          | 0          | 4          | 184    | 120    | +64    | 2  | 3  | 17     |
| 4.º  | Viña RC             | 7          | 3          | 0          | 4          | 173    | 136    | +37    | 2  | 1  | 12     |
| 5.º  | Sporting Rugby Club | 8          | 0          | 0          | 8          | 85     | 332    | -247   | 0  | 0  | 0      |

- El encuentro entre Troncos y Viña RC fue cancelado.

| Bandera de Chile   |
| Campeón Old John's |
| Primer título      |